# Donnons des elles au vélo J-1
Donnons des elles au velo J-1 - ассоциативный проект на базе спортивного клуба региона Куркуронн региона Иль-де-Франс, Франция. Целью акции является поддержка и развитие женского велоспорта, а так же возвращение в календарь женской велогонки Тур де Франс.

## История
Проект родился в Июле 2015 года под названием «Donnons des Elle au Tour» (фр. — „Дадим девушек на Тур“). В рамках проекта команда женщин-любителей проезжает все этапы маршрута Тур де Франс за один день до официальной гонки, в сопровождении пелотона из энтузиастов-любителей и профессиональных спортсменок.
Начиная с 1984 года, женская велогонка Тур де Франс проводилась ежегодно одновременно с мужской. В 1992 году ей на смену пришла гонка „Grande Boucle Féminine Internationale“, соревнование с меньшим количеством этапов (5-7), которое просуществовало до 2009 года и было отменено из-за организационных проблем и недостаточного интереса в СМИ. Сегодня женский велоспорт интенсивно развивается, многие гранд-туры имеют женскую версию (напр. Giro Rosa в Италии), однако ситуация во Франции далека от идеала, в частности по данным Французской Федерации Велоспорта (FFC), среди обладателей спортивных лицензий сегодня насчитывается не более 10 % женщин.
Идея проекта родилась из документального фильма „La belle échappée“ Эрика Фотторино (Eric Fottorino), в центре сюжета которого группа подростков из разных социальных слоев едет по маршруту Тур де Франс за один день до гонки. Впервые акция состоялась в июле 2015 г, когда три велосипедистки во главе с Клер Флоре проехали маршрут с целью привлечь внимание к женскому велоспорту в момент, когда внимание всех спортивных СМИ приковано к Туру.
Французская Федерация Велоспорта является главным партнером проекта с 2015 года, совместно с официальным спонсором Francaise de Jeux FDJ с 2016 года.

## Состав
Изначально команда состояла из трех спортсменок (Клер Флоре, Мари Истиль и Марион Бетизо), и в 2015 году снискала признание спортивным сообществом как пример мотивации и выдержки в продвижении женского велоспорта.
В 2016 г. состав увеличился до семи участниц из разных стран Европы (Клер Флоре, Мари Истиль, Татьяна Калачёва, Алексия Буззи, Амандин Мартан, Жюли Котильс, Гаэль Кассиа). В 2017 в состав вошло одиннадцать участниц (Клер Флоре, Алексия Буззи, Жюли Котильс, Татьяна Калачёва, Марин Тьебо, Лёр Девитт, Барбара Фонсека, Солен Ле Дуарон, Пилар Видал, Анна Барреро, Селин Харранд). Патроном выступила французская велогонщица Полин Ферран-Прево

## Эволюция имени
Оригинальное название „Donnons des Elle au Tour“ было в 2016 г. изменено на „Donnons des elle au vélo J-1“, в связи с невозможностью использовать слово „Тур“. В 2017 г. название окончательно утвердилось как „Donnons des elles au vélo J-1“.

## Освещение в СМИ
Первый сезон проекта прошел практически анонимно, с коммуникацией через социальные сети и некоторым освещением в региональной прессе. В 2016 г. акция привлекла внимание крупных СМИ,в том чисте состоялся первый репортаж в передаче „Велоклуб“ Жерара Хольца на France Télévisions в прайм-тайм.
В 2017 г. выпускались ежедневные репортажи о проекте на телеканале France Télévisions во время прямой трансляции Тур де Франс», а студия BKE выпустила 30-минутный документальный фильм "Les Elles du vélo" , представленный 5 августа 2017 года на телеканале France 3. Всего аудитория проекта составила больше 650 000 зрителей, а команда получила широкую поддержку от спортсменов-любителей и профессиональных гонщиков.
О своей поддержке проекта высказался ряд профессиональных спортсменов, в том числе олимпийские чемпионы (Julie Bresset, Audrey Cordon-Ragot, Bescond Anais, Pier-Luc Périchon, команды Wiggle High 5, FDJ и FDJ Новая Аквитания «Футуроскоп»). В 2018 году планируется четвертый сезон, команда из 13 велосипедисток-любителей из разных стран снова поедет по маршруту Тур де Франс за один день до гонки, с целью привлечь больше внимания к женскому велоспорту и вернуть женский пелотон на Гранд-Туры.